# Flacopimpla sulina
Flacopimpla sulina är en stekelart som beskrevs av Alfred Byrd Graf och Kumagai 1998. Flacopimpla sulina ingår i släktet Flacopimpla och familjen brokparasitsteklar. Inga underarter finns listade i Catalogue of Life.